# Padlocked

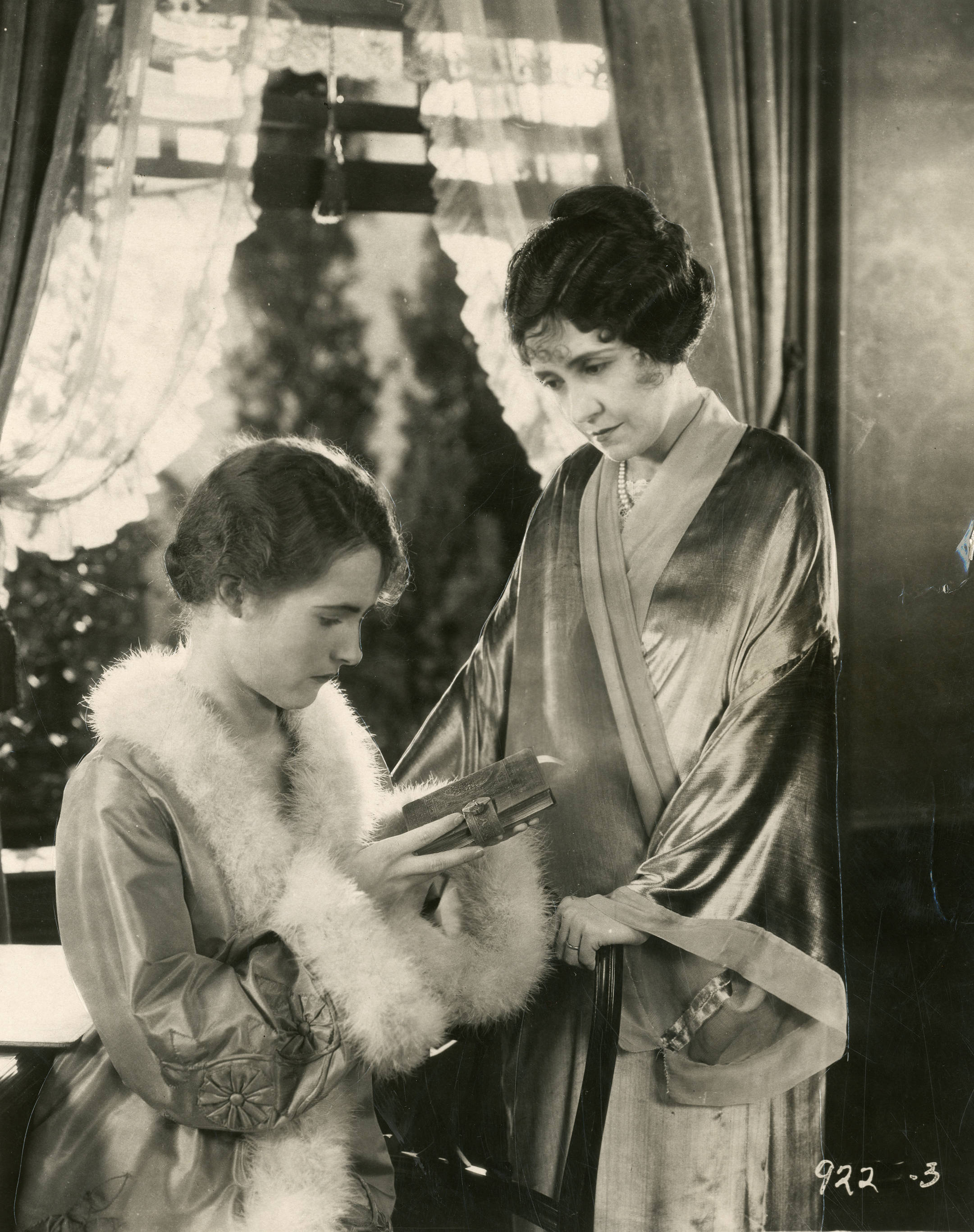
Lois Moran i Florence Turner en un fotograma de la pel·lícula

Bread és una pel·lícula muda dirigida per Allan Dwan i protagonitzada per Lois Moran, Noah Beery i Louise Dresser. Basada en la novel·la homònima de Rex Beach, els drets de la qual costaren entre 90,000 i 100.000 dòlars, es va estrenar a principis d’agost de 1926.

## Argument
Henry Gilbert és un purità i fanàtic reformador molt ric. Quan mor la seva esposa, la seva filla, Edith Gilbert, marxa de casa per buscar fortuna a Broadway. Gràcies a la seva companya d'habitació en la pensió on viu, Edith aconsegueix feina com a ballarina en un cafè. Dos homes se senten atrets per ella: Monte Hermann i el jove Norman Van Pelt. A proposta de Hermann, la senyora Alcott, una dona de societat, pren Edith sota la seva protecció; i malgrat que Edith ho nega, Norman sospità que això no ha estat gratuït i marxa cap a Europa per oblidar-la.
Mentrestant, Henry Gilbert s'ha casat amb Belle Galloway, una soltera dissenyadora i un dia descobreix sorprès que la seva filla és ballarina de cabaret. Aconsegueix internar-la en un reformatori on és aixafada mentalment i físicament. No obstant això, descobrint que Belle és només una hipòcrita intrigant, Henry es divorcia i busca Edith per expiar el passat. Se'n van a l'estranger on Edith es retroba feliç amb Norman.

## Repartiment
- Lois Moran (Edith Gilbert)
- Noah Beery Sr. (Henry Gilbert)
- Louise Dresser (Mrs. Alcott)
- Helen Jerome Eddy (Belle Galloway)
- Allan Simpson (Norman Van Pelt)
- Florence Turner (Mrs. Gilbert)
- Richard Arlen as 'Tubby' Clark
- Charles Lane (Monte Hermann)
- Douglas Fairbanks Jr. (Sonny Galloway)
- Charlotte Bird (Blanche Gallow)
- Josephine Crowell (Mrs. Galloway)
- André Lanoy (Lorelli)
- Irma Kornelia (Pearl Gates)
- Charlot Bird